# Алльменрёдер, Карл
Карл Алльменрёдер (нем. Karl Allmenröder; 3 мая 1896 — 27 июня 1917) — германский лётчик-истребитель, один из лучших асов Первой мировой войны с 30 сбитыми самолётами противника, кавалер ордена «Pour le Mérite».

## Биография
Карл Алльменрёдер родился 3 мая 1896 года в Вальде, неподалеку от Золингена в семье пастора. Учился в медицинском университете в Марбурге. С 1914 года был членом Тевтонского Марбургского корпуса. После службы в артиллерийском полку с братом Вилли в марте 1916 года поступил для обучения в лётную школу в Хальберштадте.
После окончания школы служил под командованием Манфреда фон Рихтгофена в «воздушном цирке», известном как Jagdstaffel 11 (Jasta 11), который принял на себя командование эскадрильей в январе 1917 года. Личный состав Jasta 11 обычно размещался в палатках, что позволяло располагаться ближе к линии фронта и обеспечивало мобильность, необходимую для избежания бомбардировок союзников. Из-за этого эскадрилью Jasta 11 и называли «воздушным цирком». 16 февраля 1917 года Карл Алльменрёдер одержал первую свою победу, а к маю счёт его побед достиг 20. Его брат Вилли одержал 2 победы в воздушных боях, был ранен и стал непригоден для дальнейшей прохождения службы в качестве лётчика.

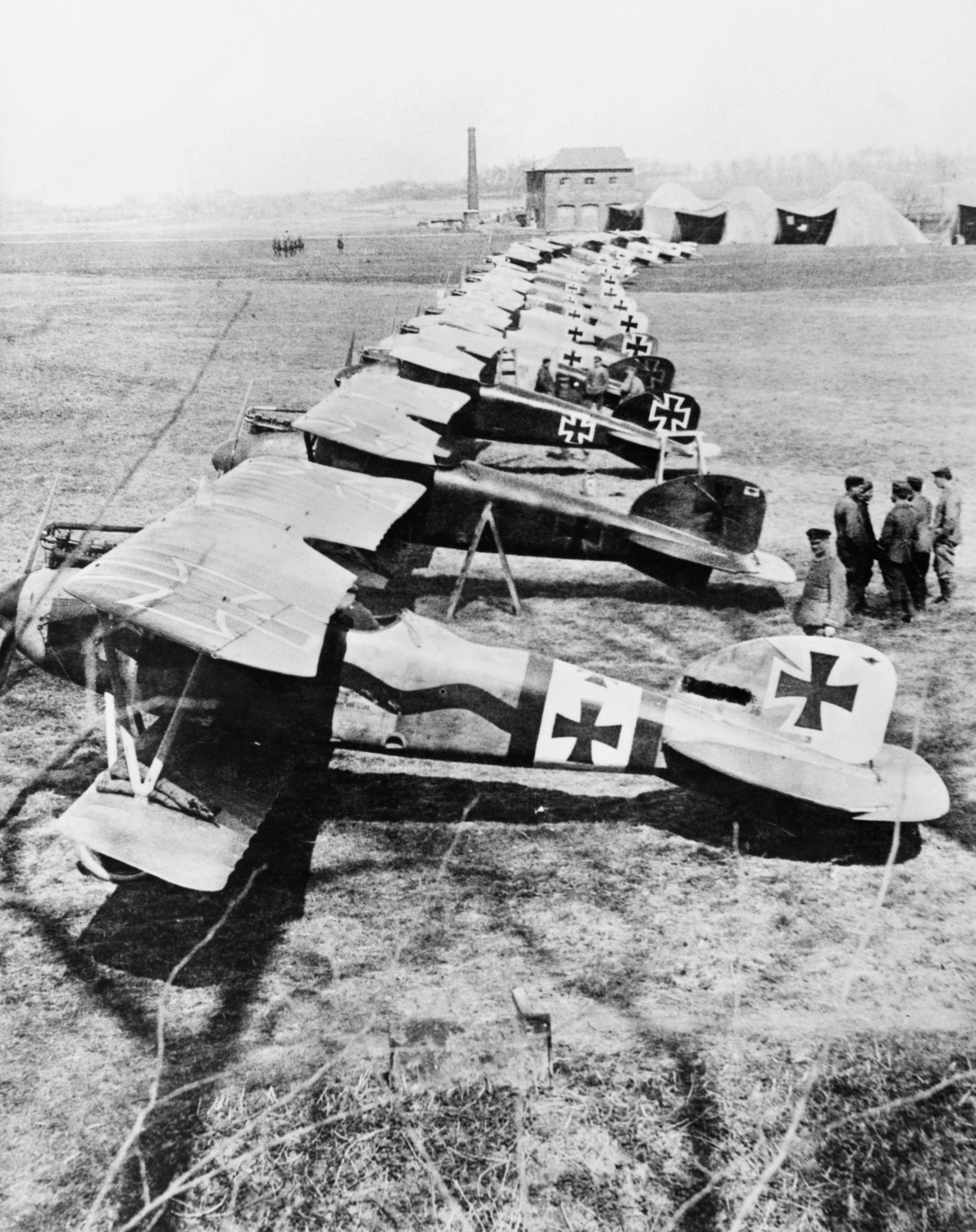
Самолеты Albatros D.III Jasta 11

Свой самолет «Альбатрос D.III» Алльменрёдер выкрасил, как и Манфред фон Рихтгофен, в красный цвет. 25 июня Карл одержал победу над канадским асом флайт-лейтенантом Джеральдом Нэшем, имевшем на своем счету 6 сбитых самолетов. Джеральд Нэш выжил после воздушного боя и попал в плен. Свою последнюю победу Карл одержал 26 июня, сбив Nieuport Scout. После того, как Манфред фон Рихтгофен принял командование Jagdgeschwader 1, состоящим из Jasta 4, 6, 10 и 11, Карл Алльменрёдер принял командование Jasta 11. Через 2 дня, 27 июня Карл Алльменрёдер был сбит в воздушном бою в районе Зиллебеке с Раймондом Коллишоу (Raymond Collishaw). Смертельно раненый Карл упал между линиями окопов на нейтральной территории. Ночью германские солдаты забрали его тело.
Карл Алльменрёдер похоронен в родном лесу в Золингене на кладбище Wiedenkamp. Его брат Вильгельм (Вилли) женился на своей невесте Элен Кортенбах (09.03.1900 года Золинген — 20.02.2000) и проживал в Баварии в городе Марквартштайн.
Среди наград Карла Алльменрёдера Железный крест 1-го и 2-го класса, в августе 1915 года награждён Крестом Фридриха — Августа 1-й степени. Награждён Королевским орденом Дома Гогенцоллернов и высшим орденом Пруссии — Pour le Mérite.
Имя и репутация Карла как «героя войны» использовалось для пропагандистских целей через национал-социалистами. Его именем названа улица, но по этой причине после Второй мировой войны снова переименована

## Награды
- Железный крест (1914) 2-го (Королевство Пруссия)
- Железный крест 1-го класса (24 марта 1917) (Королевство Пруссия)
- Королевский орден Дома Гогенцоллернов рыцарский крест с мечами (6 июня 1917) (Королевство Пруссия)
- Орден «Pour le Mérite» (14 июня 1917) (Королевство Пруссия)
- Крест Фридриха Августа 2-го и 1-го класса (20 июля 1917) (Великое герцогство Ольденбург)
- Орден «За военные заслуги» 4-го класса (Королевство Бавария)
- Знак военного летчика (Королевство Пруссия)